# Complesso concentrazionario di Mühldorf

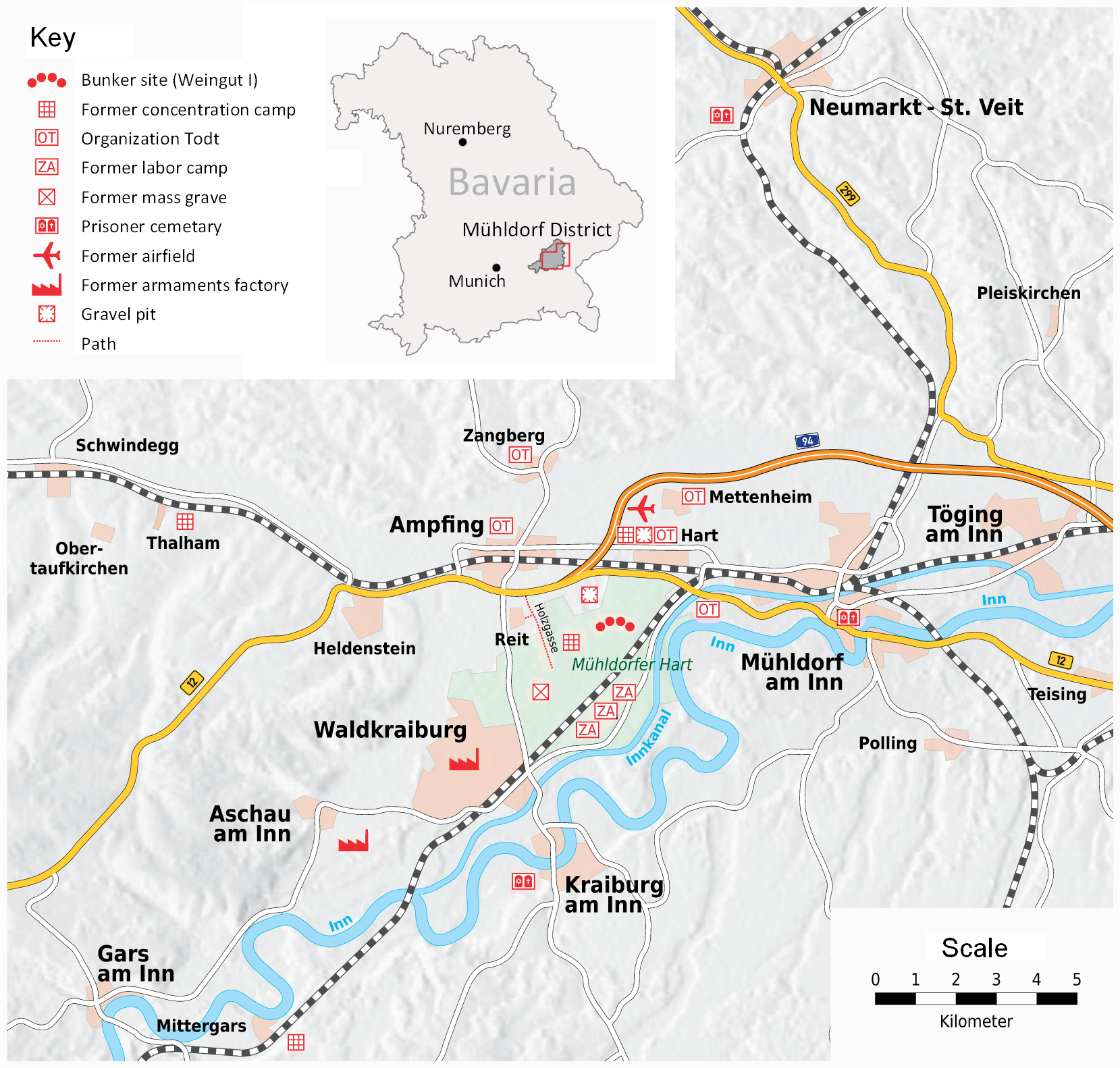
Mappa dell'ex complesso del campo di concentramento, si notano la prevista fabbrica sotterranea Weingut I, i campi di lavoro forzato e le fabbriche di armamenti nel distretto di Mühldorf verso la fine della seconda guerra mondiale

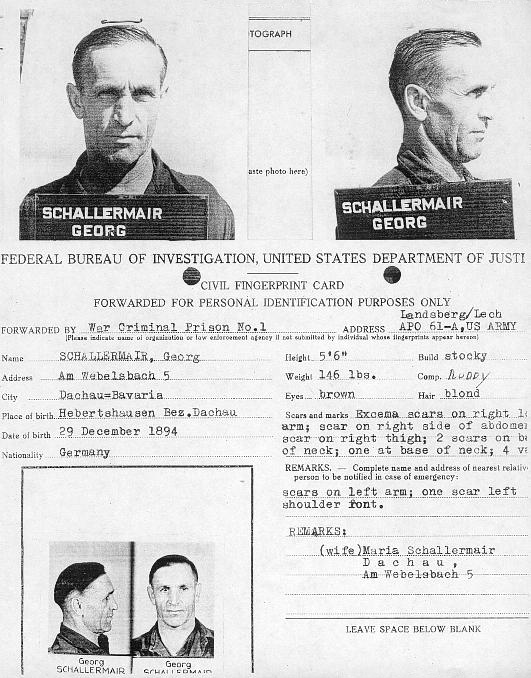
Il documento dell'arresto di Georg Schallermair, sergente delle SS, nel sottocampo di Muehldorf dall'agosto 1944 al 1945. Fu processato per i crimini di guerra commessi a Mühldorf, fu dichiarato colpevole e giustiziato sulla forca nella prigione di Landsberg nel 1951

Il complesso concentrazionario di Mühldorf fu un sistema satellite del campo di concentramento di Dachau situato vicino a Mühldorf in Baviera, fu istituito a metà del 1944 e gestito direttamente dalle Schutzstaffel. Questo complesso fu istituito per fornire la manodopera per l'installazione sotterranea nella produzione del Messerschmitt 262 (Me-262), il caccia a reazione progettato per contrastare la superiorità aerea degli Alleati sulla Germania.

## Operazione
Con l'intensificarsi dell'offensiva aerea alleata contro la Germania nazista dopo il 1943, i nazisti decisero di costruire delle fabbriche sotterranee per produrre le armi, insieme al relativo materiale bellico. La costruzione accelerata di queste strutture richiese un impiego significativo di risorse umane. Le SS obbligarono i prigionieri dei campi di concentramento a svolgere i compiti più pericolosi, come scavare i tunnel dai pendii delle montagne e dalle grotte, o costruire le fabbriche sotterranee e trasportare i materiali da costruzione. Per facilitare e velocizzare la realizzazione di questi progetti, nel 1944 e nel 1945 furono allestiti centinaia di campi satellite vicino ai siti industriali prescelti.
Secondo il racconto di un prigioniero che consegnò i fascicoli amministrativi del campo alle autorità americane, il campo di Mettenheim contò circa 2.000 detenuti, un vicino campo femminile 500 persone, i "campi forestali" (Waldlager) circa 2.250 detenuti tra maschi e femmine, mentre due altri campi contarono un totale di 550 persone. La maggior parte dei prigionieri furono ebrei ungheresi, ma furono presenti anche ebrei provenienti da Grecia, Francia, Italia e prigionieri politici da Russia, Polonia e Serbia.
Le condizioni nel complesso di Mühldorf erano pessime. Come nei campi di Kaufering, nell'autunno del 1944 le guardie SS effettuarono delle "selezioni" nel complesso di Mühldorf, deportando centinaia di detenuti malati e disabili nelle camere a gas di Auschwitz: si stima che più della metà dei prigionieri detenuti siano morti in seguito alla loro deportazione ad Auschwitz-Birkenau o direttamente sul posto per l'eccessiva mole di lavoro, o anche in seguito ad abusi, esecuzioni e malattie. I prigionieri nei "campi forestali V e VI" (Waldlager V e VI), situati nei pressi di Ampfing, furono alloggiati in capanne fatte di terra o in baracche parzialmente interrate con coperture in terra sfruttate per mimetizzarsi dalle ricognizioni aeree alleate. I prigionieri lavoravano spesso dalle 10 alle 12 ore al giorno trasportando dei pesanti sacchi di cemento e svolgendo altri ardui lavori di costruzione.
Alla fine di aprile, mentre l'esercito americano si avvicinava ai campi, le guardie delle SS evacuarono circa 3.600 prigionieri dal campo durante le marce della morte. Tra il luglio 1944 e l'aprile 1945, quando l'esercito americano invase l'area, più di 8.000 prigionieri erano stati deportati nel campo di Mettenheim e nei suoi campi satellite.

## Processo per crimini di guerra
Nel febbraio 1946, il tribunale militare statunitense di Dachau incriminò quattordici funzionari nazisti del campo di Mühldorf per i crimini commessi contro i prigionieri, tra cui uccisioni, percosse, torture, fame e altri abusi. Il 13 maggio 1947 tredici degli imputati furono giudicati colpevoli, di cui sei furono condannati a morte per impiccagione, due all'ergastolo e i restanti a pene variabili da 10 a 20 anni di reclusione, solo un imputato fu assolto. Una sola condanna a morte fu eseguita, mentre le altre furono commutate in reclusione.
Un funzionario di Mühldorf, Georg Schallermair, fu processato separatamente nel settembre 1947: era il comandante responsabile dell'appello e aveva picchiato a morte personalmente molti prigionieri. Schallermair fu riconosciuto colpevole dei crimini di guerra e condannato a morte. Fu uno dei sette condannati per i quali la sentenza venne eseguita nel 1951, mentre la maggior parte dei detenuti che a quella data si trovavano ancora nel braccio della morte ottenne la grazia quello stesso anno. Il generale Thomas T. Handy confermò la condanna con questa motivazione:
Schallermair fu impiccato nella prigione di Landsberg il 7 giugno 1951. Fu uno degli ultimi 7 criminali di guerra nazisti ad essere giustiziato dalle forze armate statunitensi.